# Мясовская волость
Мясовская волость — административно-территориальная единица в составе Островского уезда Псковской губернии, в том числе в РСФСР в 1924 — 1927 годах. Центром было село Лаврово.
В рамках укрупнения дореволюционных волостей губернии, новая Мясовская волость была образована в соответствии с декретом ВЦИК от 10 апреля 1924 года и была оставлена в прежних границах; разделена на сельсоветы: Жиденский, Качановский, Лавровский. В октябре 1925 года был образован Заслюжский сельсовет, в феврале 1926 года — Островинский сельсовет.
В рамках ликвидации прежней системы административно-территориального деления РСФСР (волостей, уездов и губерний), Мясовская волость была упразднена в соответствии с Постановлением Президиума ВЦИК от 1 августа 1927 года, а её территория была включена в состав Островского района Псковского округа Ленинградской области.